# Propylenglycoldinitrat
Propylenglycoldinitrat ist eine organische chemische Verbindung, ein Ester der Salpetersäure und des Propylenglycols. Sie weist eine strukturelle Ähnlichkeit zum Nitroglycerin auf, ist gegenüber Stößen empfindlich, explosiv und feuergefährlich.

## Gewinnung und Darstellung
Die Herstellung erfolgt durch die Nitrierung von 1,2-Propylenglycol mit Nitriersäure, einem Gemisch aus Salpetersäure und Schwefelsäure.

## Eigenschaften
Bei Propylenglycoldinitrat handelt es sich um eine farblose, wenig wasserlösliche, explosive Flüssigkeit, die unter reduziertem Druck (10 mmHg) einen Siedepunkt von 92 °C zeigt. Die Standardbildungsenthalpie beträgt −297 kJ·mol−1, die Explosionswärme 5393 kJ·mol−1. Für die Bleiblockausbauchung wurde ein Wert von 550 cm3/10 g gemessen.

## Verwendung
Propylenglycoldinitrat ist der Hauptbestandteil des Otto-2-Treibstoffes, der in mehreren modernen Torpedotypen verwendet wird, unter anderem dem Mark-46-Leichtgewichtstorpedo, dem Mark-48-Torpedo und dem Spearfish.

## Sicherheitshinweise
Die LD50 beträgt bei Ratten für subkutane Gabe 463 Milligramm je Kilogramm Körpergewicht, bei oraler Aufnahme 250 Milligramm je Kilogramm. Beim Menschen können bei Konzentrationen ab 1,5 ppm Ataxien auftreten, weiterhin Übelkeit, Schwindelgefühl und Kopfschmerzen bereits ab 0,5 ppm. Als Antidot bei Vergiftungen kann Methylenblau eingesetzt werden.